# أ. هايت سميث
أ. هايت سميث هو محامي وشخصية أعمال وسياسي أمريكي، ولد في 5 فبراير 1814 في نيويورك في الولايات المتحدة، وتوفي في 16 أكتوبر 1892. نشط حزبياً في الحزب الديمقراطي.